# نبرد کویسه‌گاوا
نبرد کویسه‌گاوا ((به ژاپنی: 杭瀬川の戦い))، نبردی سرنوشت‌ساز در طول لشکرکشی سکیگاهارا بود، این نبرد به ارتش غربی ایشیدا میتسوناری برتری اولیه را در نبرد سکیگاهارا داد، در حالی که ارتش شرقی توکوگاوا ایه‌یاسو آسیب سنگینی دید.